# 丽阳镇
丽阳乡，是中华人民共和国江西省景德镇市昌江区下辖的一个乡镇级行政单位。

## 行政区划
丽阳乡下辖以下地区：
余家村、丰田村、江联村、芦源村、枫林村、港南村、洪家村、丽阳村、山田村和联村。